# Сердань
Сердань (лат. Ceritania, кат. Cerdanya, фр. Cerdagne, исп. Cerdaña) — историческая область в Восточных Пиренеях. По Пиренейскому миру в 1659 году была разделена между Испанией и Франции: Баша-Серданья с главным городом Пучсерда вошла в состав Испании, в настоящее время она входит в состав провинций Жирона и Лерида; Альта-Серданья с главным городом Мон-Луи оказалась в составе Франции, в настоящее время она входит в состав французского департамента Пиренеи Восточные.

## История
Сердань в древности была населена церретанами (лат. Cerretani), которые славились своим скотоводством, особенно свиноводством, и вели обширную вывозную торговлю салом и окороками. Цезарь предоставил им права римского гражданства. Император Август расширил их владения до территорий, заселённых басками.
В начале VIII века территория Сердани была завоёвана маврами, но большую часть населения составляли баски. В 731 году арабский правитель Сердани женился на дочери аквитанского герцога Эда Великого, по настоянию Эда. Это предотвратило дальнейшую экспансию мусульман на север. В скором времени власть арабов существенно ослабла, и Карл Великий завоевал Сердань в 785 году, после чего она вошла в состав Испанской марки. Позже Сердань стала отдельным графством, зависящим сначала от графов Тулузы, затем от королей Аквитании. После заключения Верденского договора в 843 году Аквитанское королевство и входящие в него графства фактически оказалась подчинено Карлу II Лысому, королю Западно-Франкского королевства.
С ослаблением королевской власти в Западно-Франкском королевстве после смерти Людовика II Заики графы Сердани фактически стали независимы. Самыми могущественными феодалами были графы Барселоны, в состав владений которых Сердань вошла в 870 году.
В X веке Сердань обособилась от Барселоны, её правители также контролировали графства Конфлан, Берга и Бесалу и были достаточно могущественны. Однако постепенно владения оказались разделены, и XI веке Сердань существенно ослабела, попала в сферу интересов графов Тулузы и Фуа. В 1118 году Сердань была продана Барселоне, в дальнейшем была объединена с графством Руссильон и лишь использовалась в качестве владения, передаваемого младшим сыновьям. В 1276—1344 годах Сердань входила в состав королевства Майорка. С 1403 года Сердань была формально включена в состав королевства Арагон.
По Пиренейскому миру в 1659 году Сердань была разделена между Испанией и Франции: Баша-Серданья с главным городом Пучсерда вошла в состав Испании, в настоящее время она входит в состав провинций Жирона и Лерида; Альта-Серданья с главным городом Мон-Луи оказалась в составе Франции, в настоящее время она входит в состав французского департамента Пиренеи Восточные.